# 维丽娜·迈尔
维丽娜·迈尔（德語：Verena Mayr，1995年2月1日—），旧姓普赖纳（Preiner），是一名专长于七项全能的奥地利田径运动员。她曾在2019年世界田径锦标赛上赢得了铜牌。她也获得过2017年夏季世界大学生运动会女子七项全能的金牌。